# Turun Viikko-Sanomat

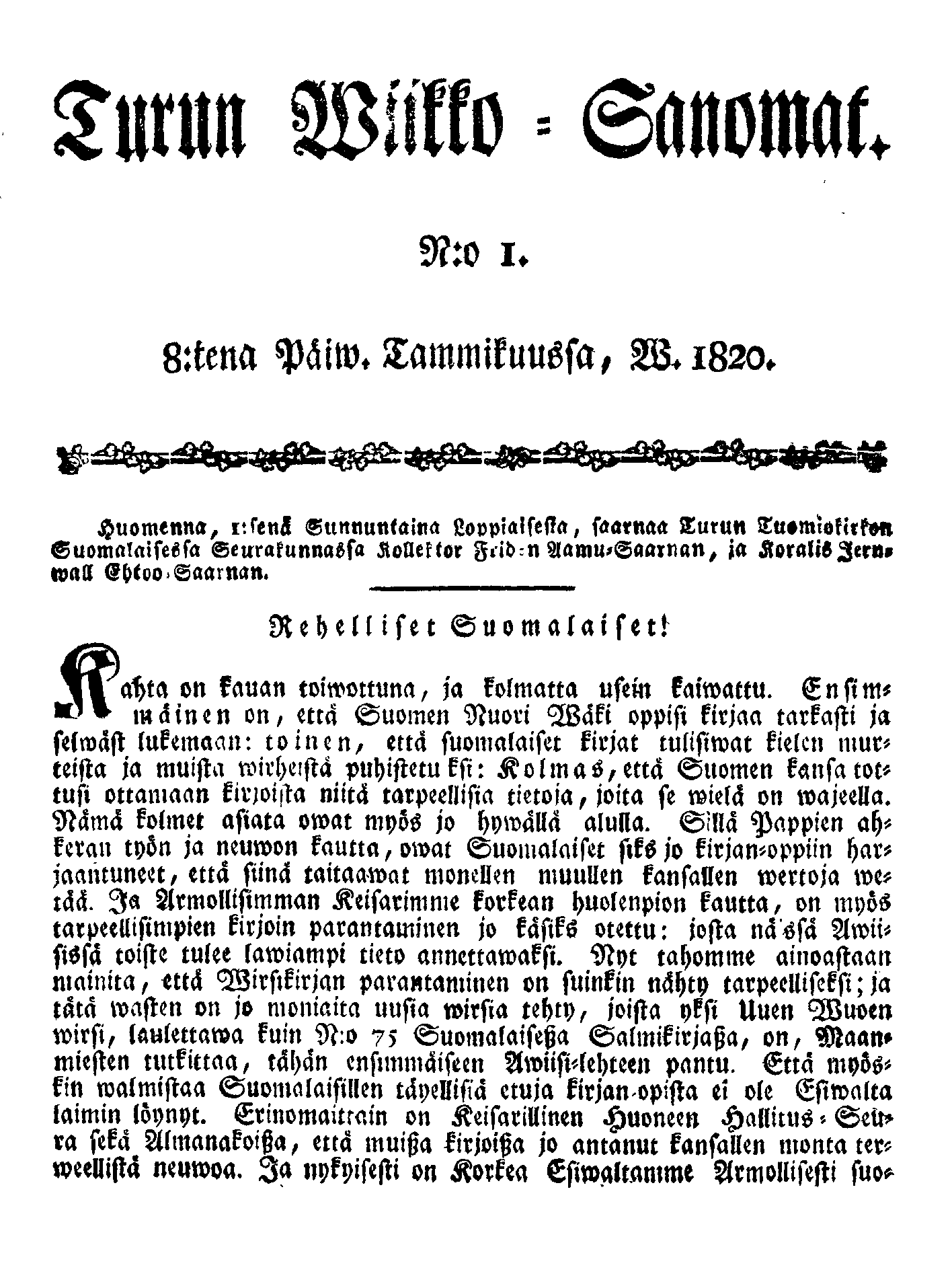
Turun Wiikko-Sanomat, 8 januari 1820.

Turun Viikko-Sanomat eller Turun Wiikko-Sanomat var en finskspråkig dagstidning som utkom i Åbo i Storfurstendömet Finland åren 1820–1827 och 1829–1831.
Tidningen grundades av Reinhold von Becker, som var dess redaktör i tre års tid och snabbt förskaffade tidningen långt över 1 000 prenumeranter. Tidningen följde aktivt utlandsnyheterna fram till dess att censuren förhindrade dess verksamhet.